# Constante de acoplamiento gravitacional
La constante de acoplamiento gravitacional ({\displaystyle \alpha _{G}}) es una constante física fundamental y una constante de acoplamiento que caracteriza la intensidad de la gravitación entre partículas elementales típicas. Dado que es una cantidad sin dimensiones, su valor numérico no varía con la elección de las unidades de medida.
La expresión que la define y su valor actualmente conocido es:
| Símbolo                     | Nombre                                  | Valor                               | Unidad     |
| --------------------------- | --------------------------------------- | ----------------------------------- | ---------- |
| {\displaystyle \alpha _{G}} | Constante de acoplamiento gravitacional | {\displaystyle \approx \;}1.752E-45 |            |
| {\displaystyle G}           | Constante de gravitación universal      | 6.674E-11                           | N m2 / kg2 |
| {\displaystyle m_{e}}       | Masa del electrón                       | 9.10938291(40)E−31                  | kg         |
| {\displaystyle m_{P}}       | Masa de Planck                          | 2.18E-8                             | kg         |
| {\displaystyle \hbar }      | Constante de Planck reducida            | 1.054571817E-34                     | J s        |
| {\displaystyle c}           | Velocidad de la luz en el vacío         | 299792458                           | m / s      |